# 海会寺 (丰台区)
海会寺，位于北京市丰台区木樨园以南，是一座汉传佛教寺院，为北京外八刹之一。现已无存。

## 简介
该寺创建于明朝嘉靖年间。万历元年，明神宗之母慈圣皇太后命内臣增修海会寺。沈德符在《万历野获编》卷二十七“京师敕建寺”条记载：
本朝主上及东宫与诸王降生，俱剃度童幼替身出家，不知何所缘起，意者沿故元遗俗也。今京师城南有海会寺者，传闻为先帝穆宗初生受釐之所，今上万历二年重修，已称钜丽。本年又于城之西南隅鼎建承恩寺，其壮伟又有加焉。今上替身僧志善，以左善世住持其中。盖从龙泉寺移锡于此。
其在城外者曰慈寿寺，去阜城门八里，则圣母慈圣皇太后所建，盖正德间大珰谷大用故地，始于万历四年，凡二岁告成。入山门即有窣堵坡高入云表，名永安塔，华焕精严，真如游化城乐邦。所费甚多。盖慈圣既捐帑，各邸俱助之，因得速就如此。
至五年之三月，今上又自建万寿寺于西直门外七里。先是京师有番经、汉经二厂，年久颓圮，穆皇命重修未竟，上移贮汉经于其中，其正殿曰大延寿；阁曰宁安，重楼复榭，隐暎蔽亏，视慈寿寺又加丽焉。其后垒石为三山，以奉西方三大士，盖象普陀、清凉、峨眉。凡占地四顷有奇，亦浃岁即成。时，司礼故大珰冯保领其事，先助万金。潞邸及诸公主诸妃嫔，以至各中贵，无不捐资。其藻绘丹艧，视金陵三大刹不啻倍蓰。盖塔庙之极盛，几同《洛阳伽蓝记》所载矣。予再游万寿时，正值寺衲为主上祝釐，其梵呗者几千人，声如海潮音。内主僧年未二十，美如倩妇，问之亦上替僧，但怪其太少，盖志善者已谢世，此又代职者，自承恩移居此中耳。时，上从内府赐出永乐间所铸铜钟，内外范《华严》全部，婆娑环读，此身真在忉利天宫也。
以上诸刹，俱帝、后出供奉之羡，鸠工聚材，一以大珰莅之，有司例不与闻，民间若不知有大役，亦太平佳话也。先是万历二年，仁圣太后亦出羡金，建仁寿寺于城南数里，直至十三年始报竣。

此外，京城内有大隆福寺，景帝所建，至撤英宗南内木石助之。未几，又从山西巡抚都御史朱鉴言，谓风水当有所避，乃命闭正门不开，禁钟鼓声。又拆寺门牌坊，所谓“第一丛林”者，而无救于祸难。成化间，又以妖僧继晓建护国大永昌寺，致劳宪宗亲幸，不逾时晓诛寺毁，此皆聚民膏血所成，二寺俱逼近禁御，隆福今尚存，而永昌则无寸橼片瓦也。
清朝《钦定日下旧闻考》卷九十《郊垧南一》记载了海会寺：

原：海会寺，穆宗受釐之地，万历増修，极其闳丽。今则零落无存矣。（《行国录》）原在南城，今移改。臣等谨按：海会寺在左安门外迤西马家村，明嘉靖间建，万历间增修。本朝顺治年间重修，乾隆二十二年复加缮葺。正殿恭悬皇上御书额曰“觉海津梁”，殿前恭勒御制诗碑。寺内明万历二年碑，大学士张居正撰，又有本朝顺治十七年宏觉禅师道志所撰碑。
增：乾隆二十二年御制海会寺诗：城南佛宇道东陲，庆落重看绰楔碑。（寺建于明神宗时，有张居正碑文。歲久頹圯，因勅重修，时甫落成，因往南苑之便一临瞻礼）见说神宗受釐处，更思张相迓衡时。往来久是惜零落，（此寺为南苑往来必经之路。少年时即见其零落矣。近以帝京观瞻所系，凡倾圯不堪者，或归并净除，或量加修葺，所司通告工竣）构筑无过葺废頹。帝里观瞻法輪奂，宁关修福六檀施。
原：张居正重修海会寺碑：海会寺在都城之南，创于嘉靖乙未，穆宗皇帝常受釐于此。皇上即位之二年，圣母慈圣皇太后出内帑银，即其地更建焉。会游僧有笵成铜像一躯，无所庇覆，司礼监太监冯保请移置其地，复出内储大木以为殿材。中为殿三，皆三楹，方丈一，凡五楹，钟鼓楼二，配殿十二，禅堂十，僧房四十有奇。前为山门，缭以周垣，又于其外拓地六顷，以为焚修供具之资。（《太岳集》）原在南城，今移改。臣等谨按：笵铜佛像今在寺之正殿。

増：僧道忞重修海会寺碑略：都城之南有寺曰海会者，剏于嘉靖乙未之岁，世穆二庙咸命僧代度于此。至万历元年，慈圣太后复发帑金，命内臣撤其圯坏而增修之，江陵张相国为文记其事详且悉矣。今上受天眷命，抚有万方，维时顺治丙申，歲久寺頹，都人士谋欲鼎新，乃削牍命本寺僧走江淮，请今憨璞聪公住持是刹，首创济宗，禅众川趋，宗风大振。丁酉，上狩南苑，因幸寺，延见聪，屡召入禁庭问佛法大意，奏对称旨。日昨上谓志曰：朕初虽尊崇象教，而未知有宗门耆旧。知有宗门耆旧，则自憨璞固有造于祖庭者也。聪公住海会凡五载，殿宇廊庑与钟鼓楼阁山门之属焕然一新，丐予言记之，以昭示后人，使永为十方常住，不坠宗风焉。顺治十七年孟秋立
1935年出版的《北平旅行指南》记载了海会寺：
在永定门外沙子口迤南，该寺建于前明嘉靖十四年，明万历，清顺治、乾隆均重修。庙基虽不甚巨，但早年香火极盛。城内外居民多重其名，每逢旧历二、四、六、九等月，均有开放之日，迄今亦复如此，不过香客已稍减色。据传明时神宗，于此寺受釐。盖明沿元俗，凡帝主东宫及诸王降生，均须剃度幼童，替身出家。是以神宗初生，该寺为受釐之地。寺内所供铜刻观音像，出于前代名手。眉目如生，衣纹合度。惟惜庙在郊外，好古者每因道远，不愿涉足耳。录乾隆御制诗碑文于下：“城南佛宇道东陲，庆落重看绰楔碑。见说神宗受釐处，更思张相迓衡时。往来久是惜零落，构筑无过葺废頹。帝里观瞻法輪奂，宁关修福六檀施。”
该书还刊登了海会寺的两张照片，一张题为“海会寺”，一张题为“海会寺内铜观音”。
如今，丰台区木樨园以南尚有地名作“海慧寺”（即海会寺的讹写）。该地位于南三环木樨园桥东南，南苑路及福海公园以东，光彩路以西。